# René de Montejean

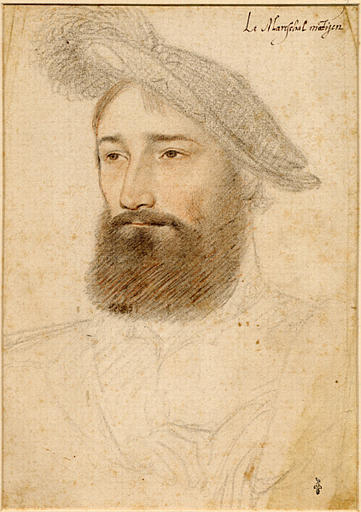
René, baron de Montjean et de Combourg, seigneur de Beaupréau, Schule von Jean Clouet, um 1538

René de Montejean († Anfang September 1539) war ein französischer Adliger und Militär zur Zeit der Italienischen Kriege, der von König Franz I. zum Marschall von Frankreich erhoben wurde.

## Leben
René de Montejean war der Sohn von Louis de Montejean, Seigneur de Montejean, und Jeanne du Chastel, Vicomtesse de La Bellière et de Combourg, Dame de Corrouet, de la Villequenot et de Renac, Tochter und Erbin von Tanneguy IV. du Chastel, und Jeanne de Raguenel, Vicomtesse de La Bellière. Er wurde Seigneur de Montejean, Sillé, Cholet, Beaupréau etc.
1523 geriet er bei einem Gefecht im Herzogtum Mailand in Gefangenschaft, ein weiteres Mal 1525 in der Schlacht bei Pavia, nachdem er gefährlich verwundet worden war. 1528 kämpfte er unter Marschall Lautrec bei der Eroberung von Pavia.
1532 trat ihm Franz I. die Einkünfte aus der reichen Baronie Fougères ab. Auf dieser Basis spielte er beim Vertrag zur Vereinigung der Bretagne mit Frankreich im gleichen Jahr eine bedeutende Rolle: er präsidierte im Namen des Königs bei der Versammlung der bretonischen Generalstände, bei der die Beschlüsse gefasst wurden.
Im März 1535 zog er mit Claude d’Annebault aus, um über den Pas de Suse ins Piemont einzufallen, wobei ihm 12.000 Infanteristen unterstanden. Turin wurde am 3. April eingenommen, Chivasso ergab sich ebenfalls. Dann drängten sie den Marchese di Marignano zurück und besetzten das gesamte Piemont.
Als Kaiser Karl V. mit dem Einmarsch nach Frankreich drohte, bekam Montejean den Befehl, mit seinen Kräften nach Frankreich zu kommen und lediglich in Turin, Fossano und Coni eine Garnison zu lassen. Als der Kaiser im August 1536 zur Belagerung von Marseille heranzog, näherte sich Montejean an der Spitze von 300 Mann und 140 Reitern der kaiserlichen Vorhut unter Ferrante I. Gonzaga, obwohl der König Gefechte untersagt hatte. Er wurde entdeckt, als Gonzaga Fréjus verließ. Montejean und seine Soldaten wurden von Gonzaga verfolgt und zwischen Brignoles und Le Luc gestellt und geschlagen, Montejean selbst wurde gefangen genommen.
Am 27. November 1537 übertrug ihm der König nach der Demission von Jean d’HumIères, die Lieutenance-générale des Piemont. Am 10. Februar 1538 ernannte er ihn zum Marschall von Frankreich als Nachfolger Anne de Montmorencys, der zum Connétable von Frankreich aufgestiegen war. Ab 1537 hatte er Ambroise Paré als Chirurg in seinem Gefolge, der die Feldzüge in Italien mitmachte.
Ende April 1539 wurde er im Piemont von Guillaume du Bellay, Seigneur de Langey, abgelöst, dem am 28. September 1539 Claude d'Annebault folgte. Kurz zuvor, Anfang September 1539, war René de Montejean im Piemont gestorben. Er wurde in Montejean bestattet.

## Ehe und Familie
Er heiratete Philippes de Montespedon, Dame de Beaupréau, de Chemillé, de Passavant etc., Tochter von Joachim des Montespedon, Baron de Chemillé, und Jeanne de la Haye. Die Ehe blieb ohne Kinder. Philippe de Montespedon heiratete in zweiter Ehe Charles de Bourbon, Prince de La Roche-sur-Yon.
Seine Erbin wurde seine Schwester Anne, Witwe von Jean VII. d’Acigné, durch die die Baronie Montejean an Jean VIII. d’Acigné kam, dessen Tochter Judith d’Acigné den Marschall Charles II. de Cossé heiratete.